# Beatrice Tonnesenová

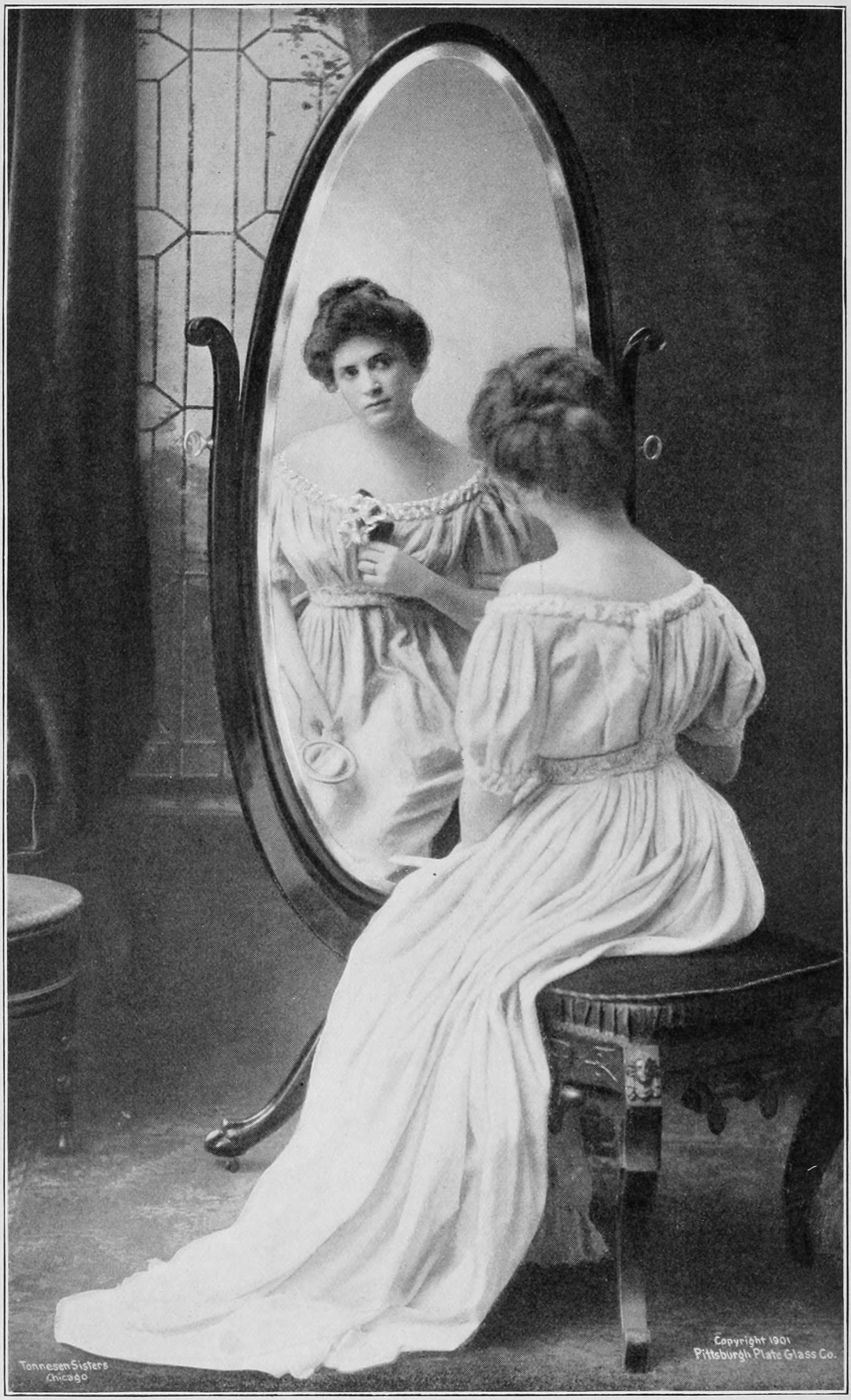
Nejpravdivější zrcadlo, Tonnesen Sisters, Chicago

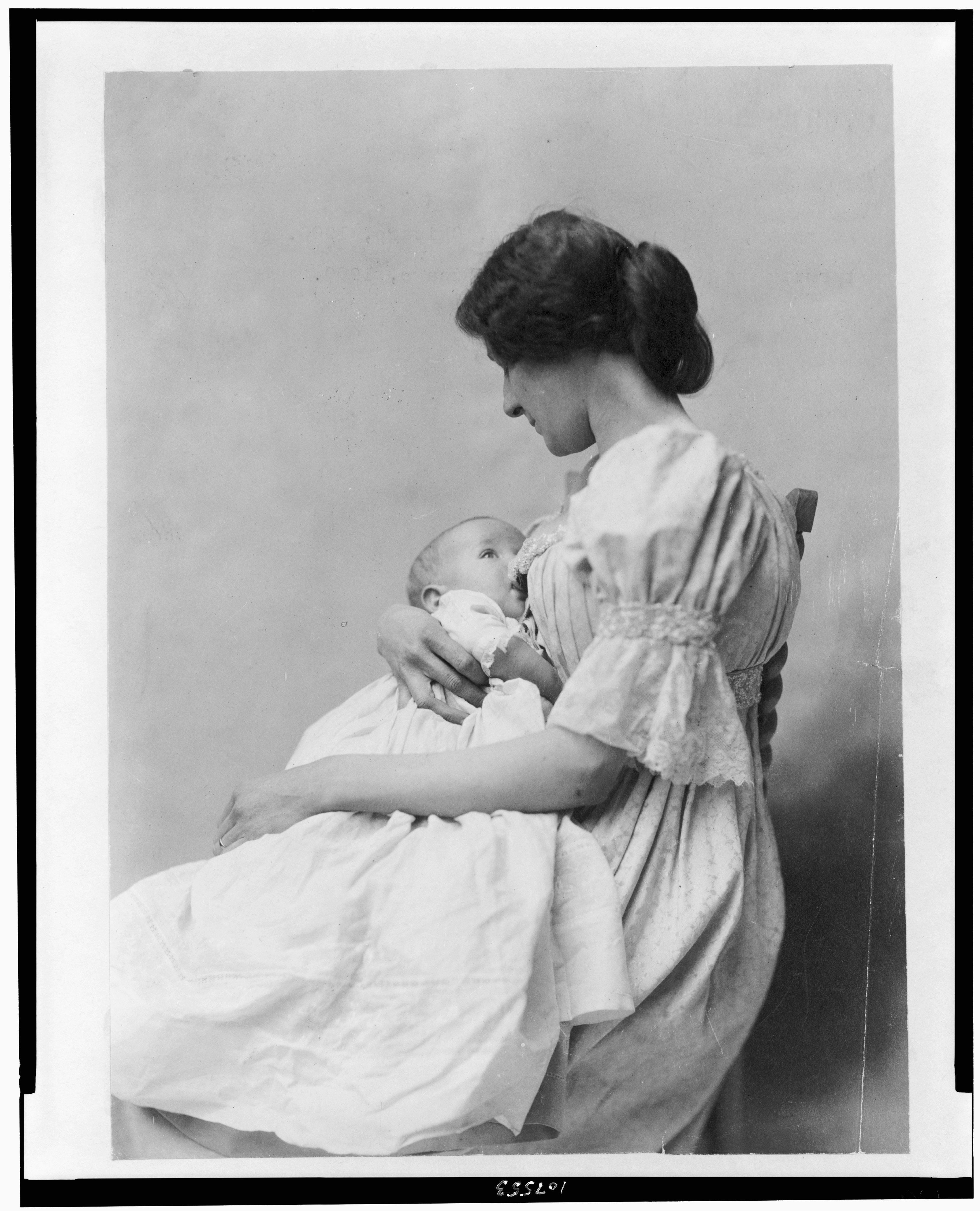
Mateřství

Beatrice Tonnesenová (nepřechýleně Beatrice Tonnesen; 24. června 1871 Winneconne – 12. května 1958 Oshkosh) byla americká umělkyně a fotografka se sídlem v Chicagu ve státě Illinois přibližně od roku 1896 do roku 1930. Je jí připisováno, že byla průkopnicí v používání fotografií živých modelek a modelů v reklamě. Kromě toho byly její fotografie a ilustrace předních umělců založené na jejích fotografiích široce používány v uměleckých kalendářích té doby.

## Životopis
Beatrice Tonnesenová se narodila 24. června 1871 ve Winneconne ve státě Wisconsin Tonnesu Tonnesenovi a Mary Sumner Tonnesenové. Tonnes Tonnesen byl imigrant z Norska a jeden z reprezentativních průkopnických obchodníků v okrese Winnebago ve Wisconsinu. Mary Sumner Tonnesenová byla přímým potomkem Williama Sumnera z Bicesteru v Anglii, který přišel do Nové Anglie v roce 1636 a usadil se v Dorchesteru v Massachusetts. Beatrice, která byla sluchově postižená, studovala fotografii u Cooka Elyho, ve městě Oshkosh, předního fotografa té doby ve Wisconsinu, a na Oshkosh Normal School.

### Kariéra
V roce 1895 Tonnesenová otevřela své první fotografické umělecké studio v Menominee v Michiganu. Zatímco provozovala toto studio, cestovala do Chicaga a zařídila koupi podniku a studia významného společenského fotografa Simona L. Steina na adrese Michigan Avenue č. 1301. Její ovdovělá sestra Clara Tonnesenová Kirkpatricková do projektu investovala a přestěhovala se do Chicaga, aby se postarala o obchodní aspekty nového podniku své sestry. Tonnesenová se rychle stala oblíbenou portrétní fotografkou mnoha nejvýznamnějších chicagských rodin, včetně Armoursových, Pullmansových a Palmersových. Portrétní fotografie ale nezůstala dlouho její jedinou specializací. Ona a její sestra Clara brzy dostaly nápad, který měl způsobit revoluci ve světě tištěné reklamy. Jak sama Tonnesenová uvedla v rozhovoru pro Oshkosh Daily Northwestern v roce 1954: J„ednoho dne jsme vymyslely skvělé schéma. Vytvářely bychom reklamní snímky pomocí živých modelů, což se nikdy předtím nedělalo.” Nápad se ujal a Tonnesenová a její „Famous Tonnesen Models“ si získaly celonárodní slávu. Reklama z roku 1903 „Představujeme slavné modelky Tonnesenové” hlásala: „Provozujeme největší fotografickou tiskárnu v Americe.”
Ve stejné době se Tonnesenová specializovala na umělecké kalendáře. Vytvářela fotografie atraktivních rodinných scén, stejně jako riskantnější (na tu dobu) studie krásných dívek, okouzlujících glamour záběrů, a prodávala své práce nejen inzerentům, ale také vydavatelům a umělcům. Článek v Chicago Daily Tribune z 18. listopadu 1896 nazvaný „Ideas for Dull Artists“ nastínil různá použití fotografií Tonnesenové: Inzerenti je často používali s malými nebo žádnými úpravami; vydavatelé často přidělovali ilustrátorům, aby je dozdobili nebo domalovali vodovými barvami, pastely nebo oleji; a nezávislí umělci od nich malovali a využívali talentu Tonnesenové pro pózování a kompozici, aby splnili požadavky rychle se rozvíjejícího uměleckého vydavatelství. Dva z dobových nejúspěšnějších umělců se specializací na kalendáře, R. Atkinson Fox (1860–1935) a Homer S. Nelson, kteří se specializovali na romantizovaná zobrazení indických dívek, patří mezi umělce, o nichž je známo, že malovali podle fotografií Tonnesenové.
Svá velmi raná díla podepisovala „Tonnesen Sisters“. Ale po většinu své kariéry, protože prodala tolik své práce ostatním pro jejich vlastní potřebu, se její jméno nebo podpis na konečném produktu objevil jen zřídka. Těch relativně málo kusů, které namalovala ze svých vlastních fotografií, bylo podepsáno „Beatrice Tonnesen“, a lze je stále nalézt v kalendářích přibližně od roku 1900 do roku 1930. Ačkoli je známo, že během své kariéry pořídila tisíce snímků, nikdy se však nepodařilo najít žádné originální negativy na skleněných deskách. Malé sbírky originálních fotografií, obrazů a tisků jsou jediné, co je známo, že zůstalo. Většina původních fotografií se nachází v Oshkosh Public Museum a Winneconne Historical Society. Je známo, že několik málo badatelů umění, příbuzní osob spojených s Tonnesenovou během její kariéry a historici mají sbírky a digitální sbírka je uložena na webových stránkách Beatrice Tonnesenové. Její osobní zápisník byl restaurován pro veřejné muzeum Oshkosh a zpřístupněn ke studiu.

### Další inovace
Kromě vytváření prvních fotografií živých modelů pro tištěnou reklamu a dodávání dekorativních uměleckých děl do obchodu s kalendáři té doby byla Tonnesenová vynálezcem. Je o ní známo, že si nechala patentovat skříň na šicí stroj a držák na květiny s dlouhým stonkem. Vyvinula také fotografické prostředky pro vytváření portrétů siluet a proces vytváření soch, které nazvala „Mars Ware“ z pecních slínků. Tonnesenovou a její takzvané Mars Ware představil dokument z roku 1949 Unusual Occupations.

### Pozdější život
V roce 1930 Tonnesenová, která se nikdy nevdala, zavřela své studio v Chicagu a přestěhovala se zpět do Winneconne Wisconsinu, kde sdílela domov své sestry Clary až do Clariny smrti v roce 1944. Na počátku 50. let žila v Oshkosh ve Wisconsinu v Domově sv. Marie, kde se nadále věnovala svým uměleckým zájmům, vytvářením šperků a soch. Zemřela tam 12. května 1958.

## Galerie

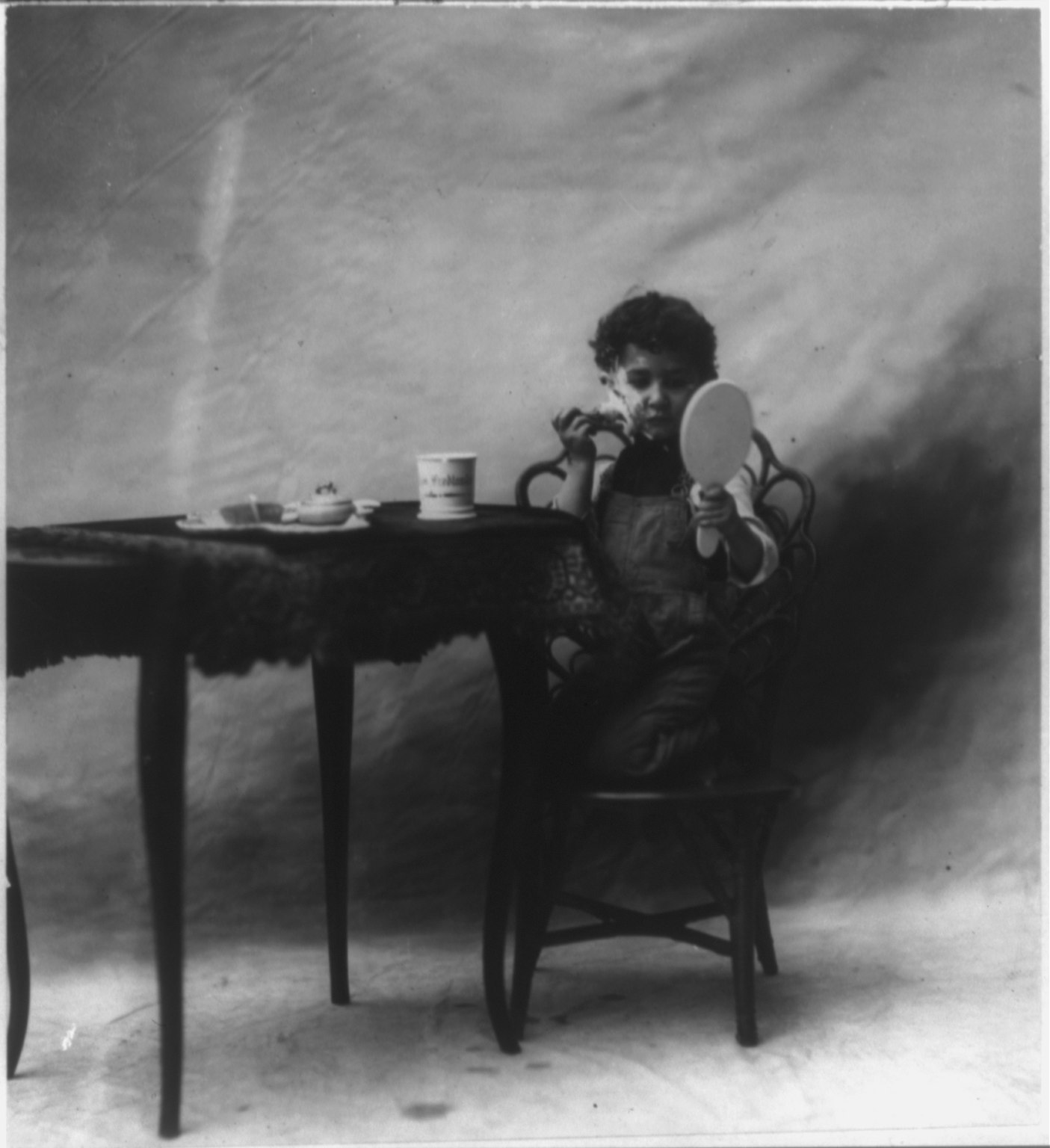
Malý holič
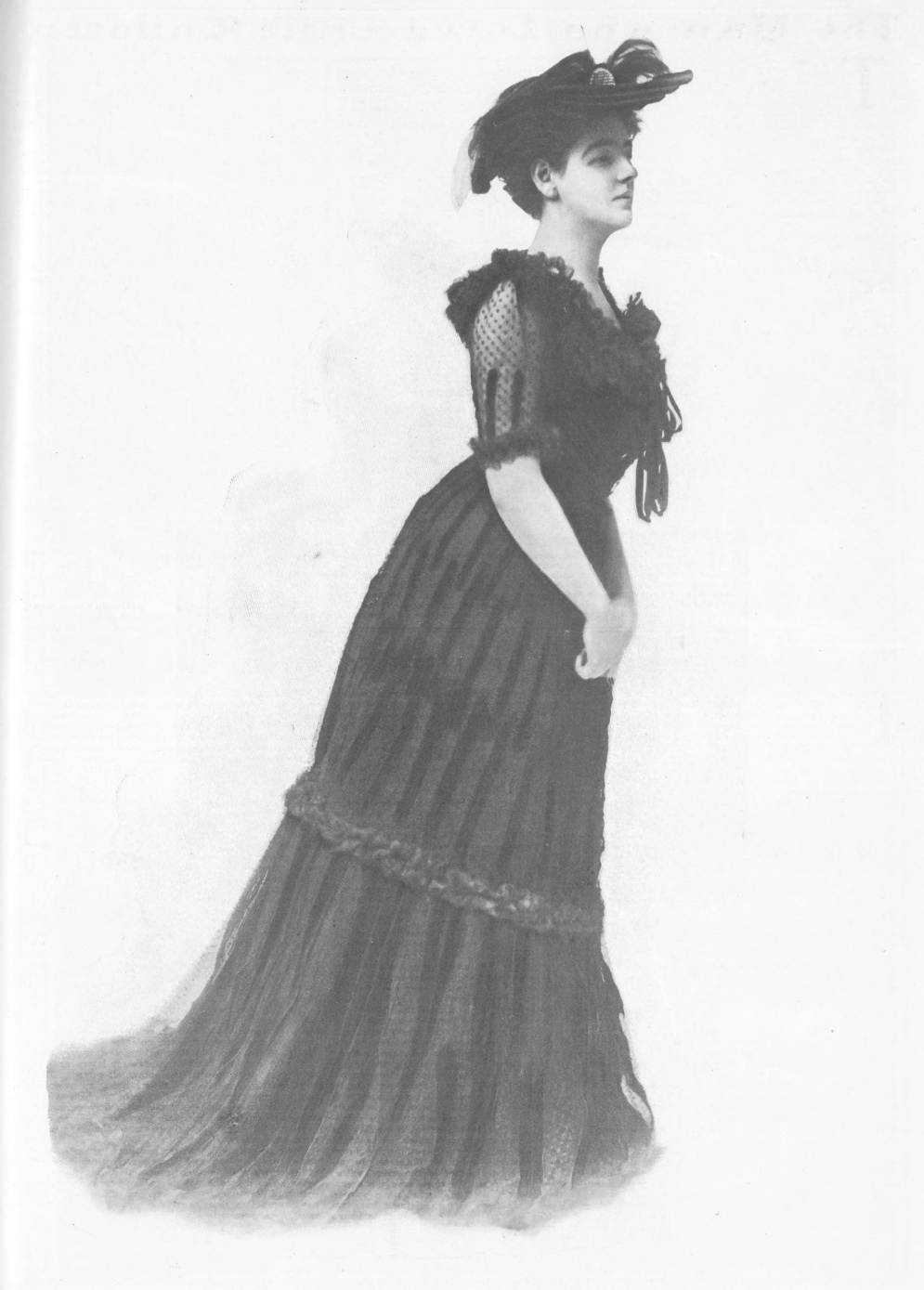
Margaret Horton Potter
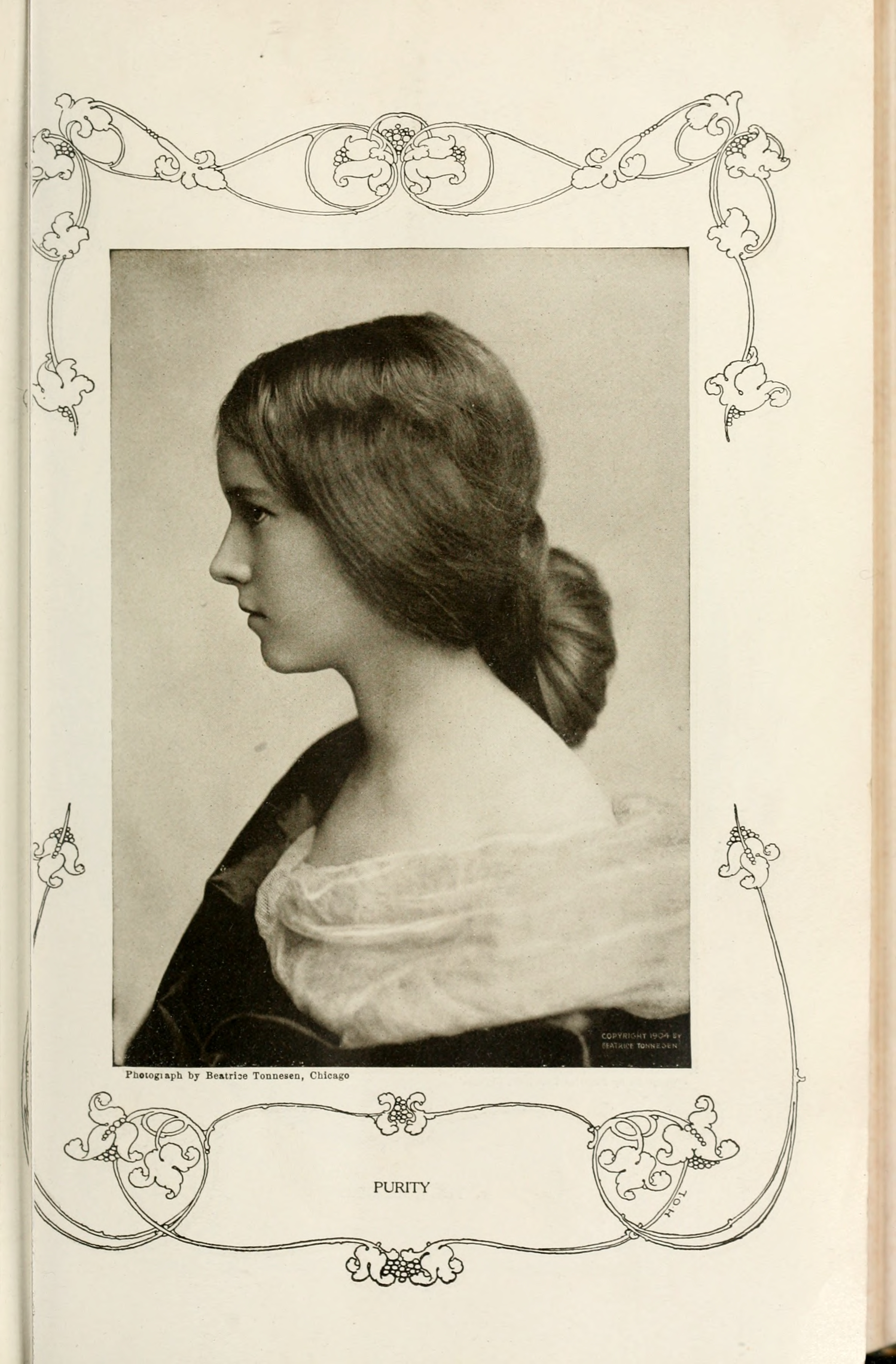
Nevinnost, Stage collections
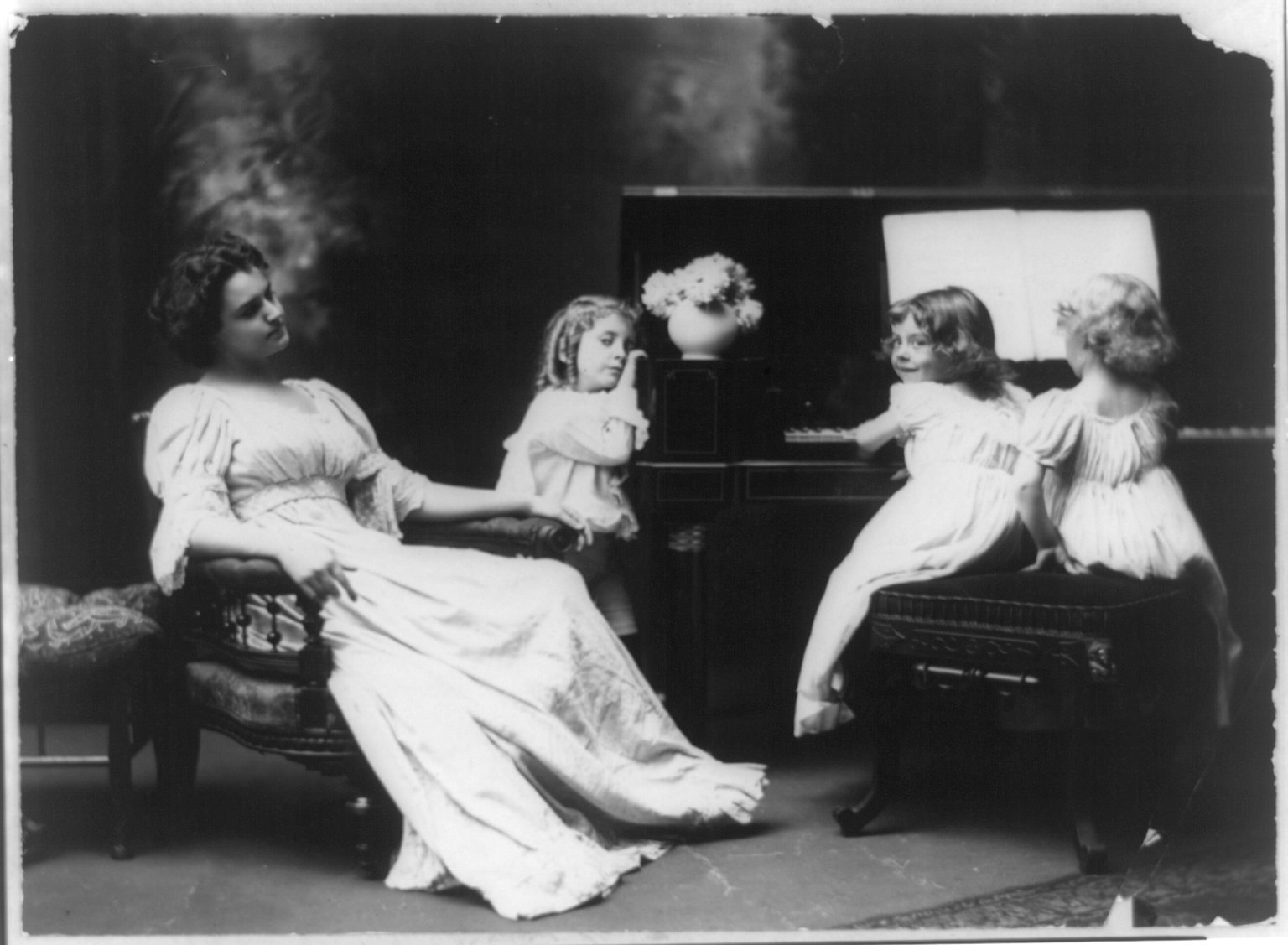
Duet
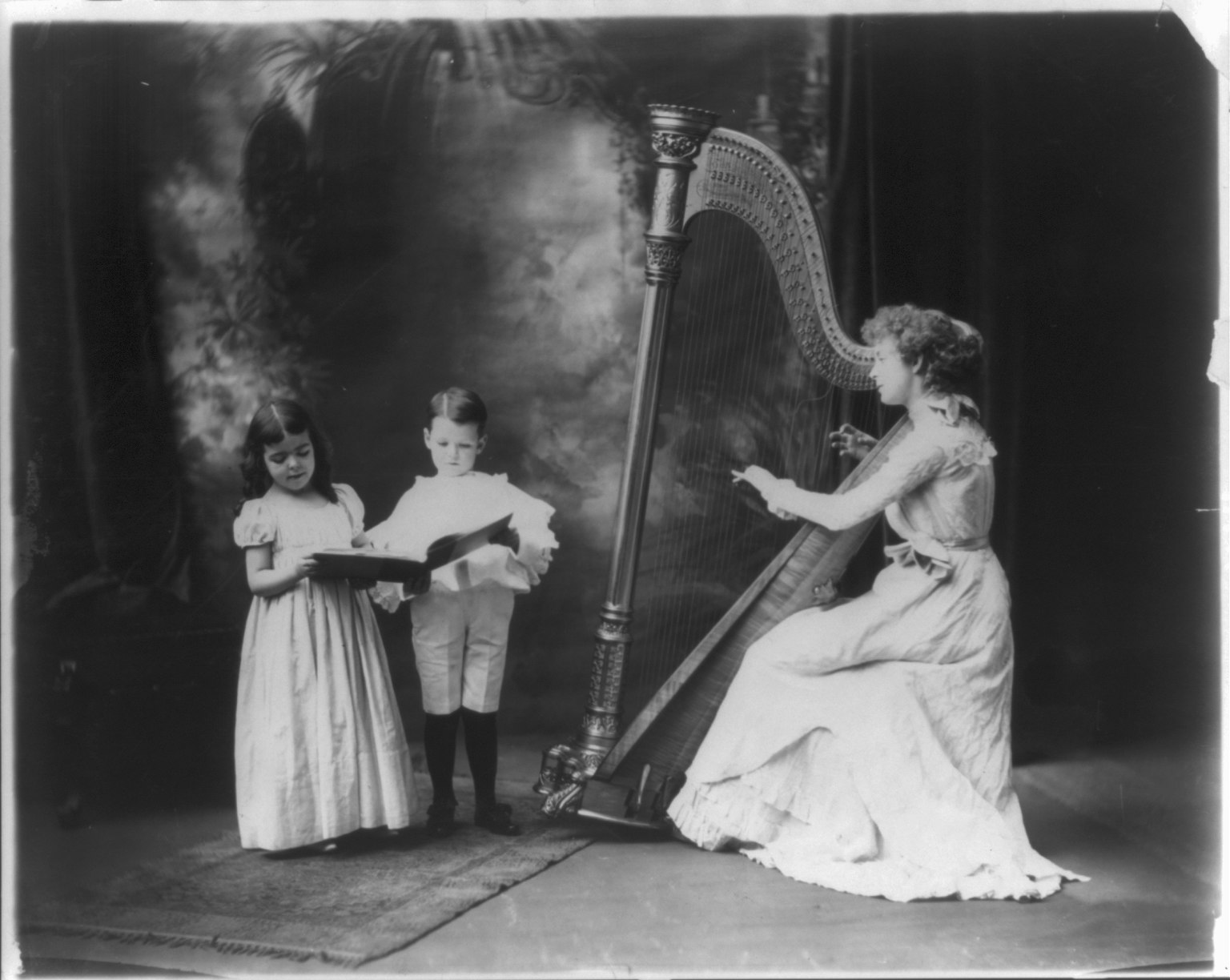
Duet
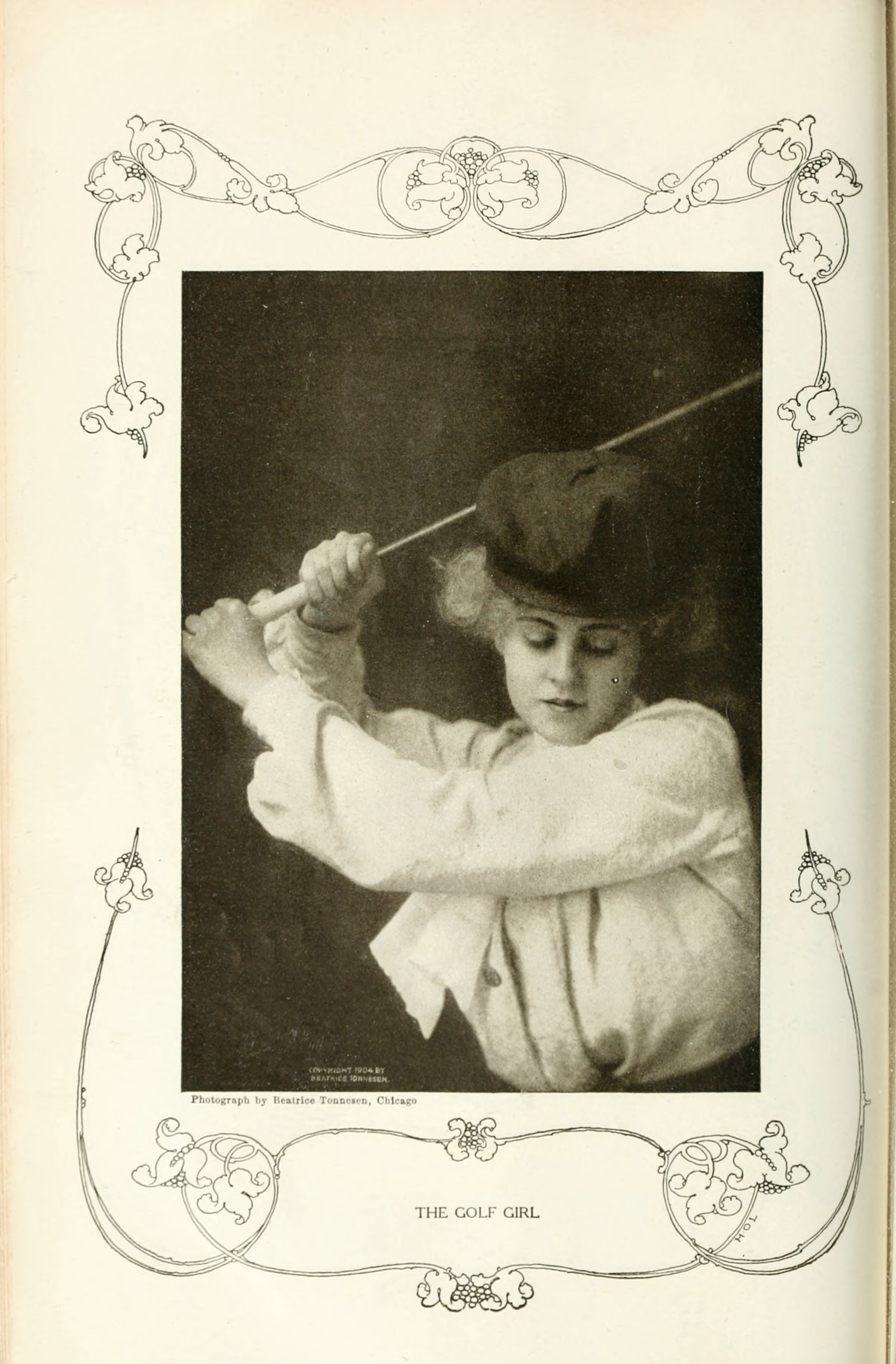
Golfistka, Stage collections
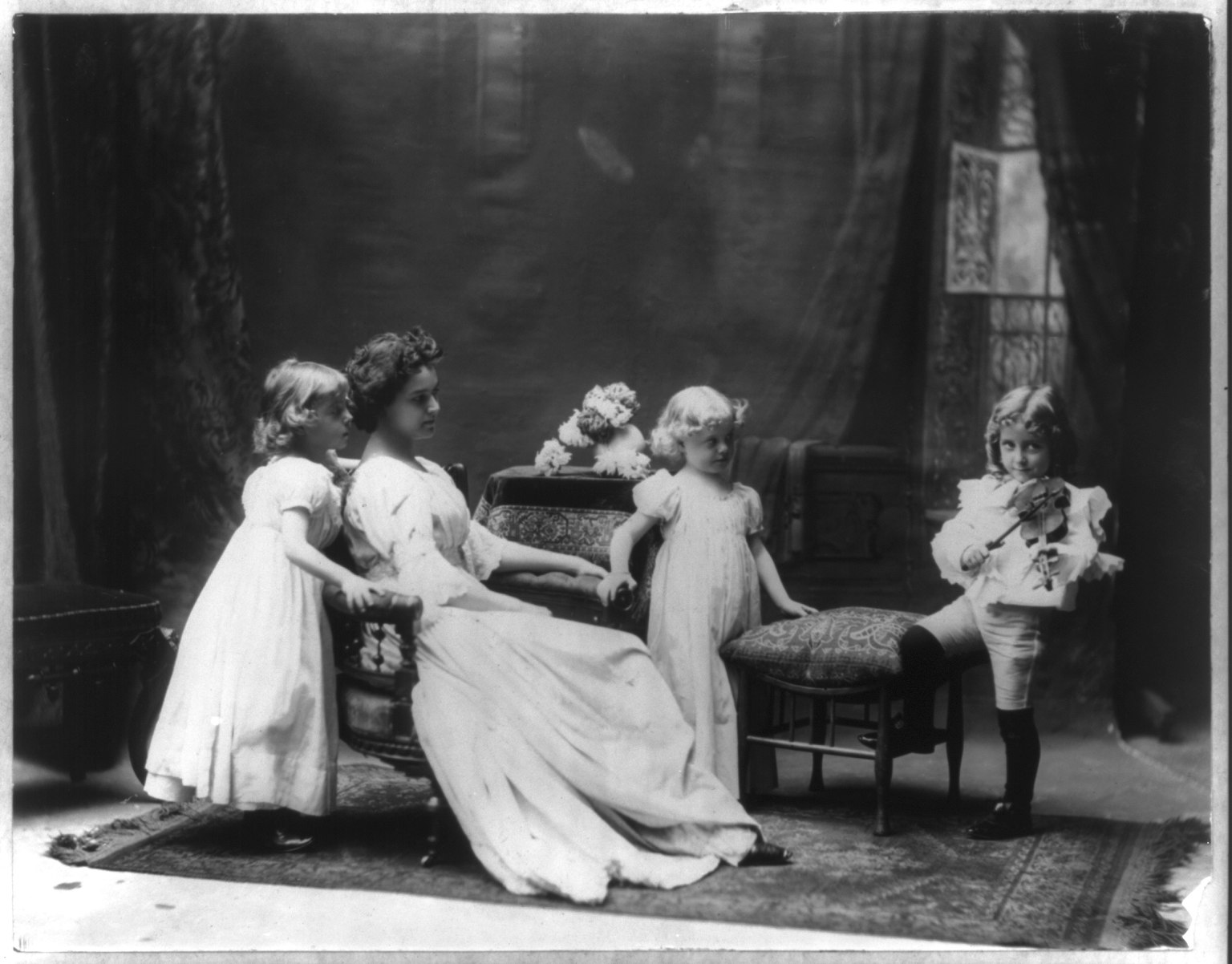
Muzikant
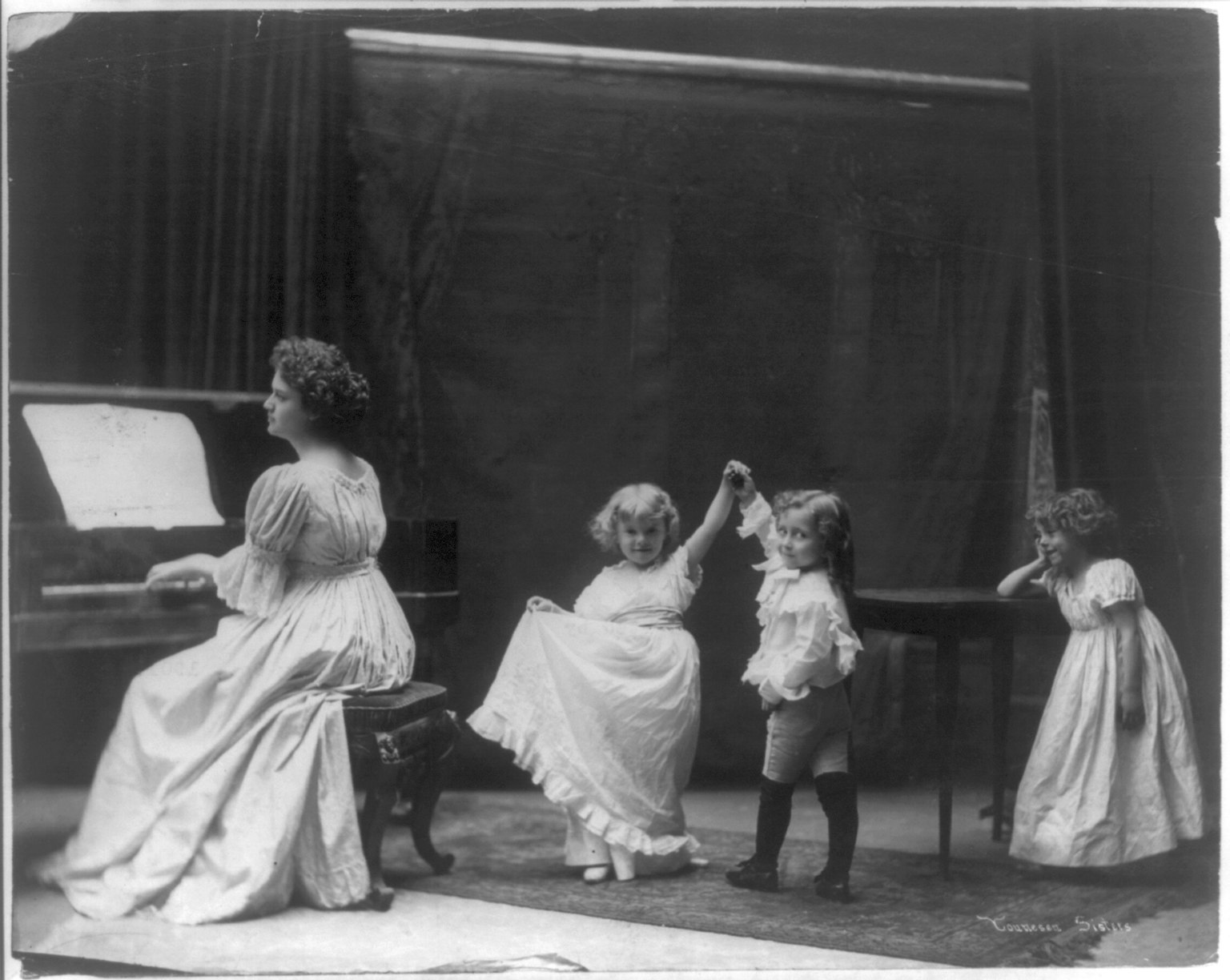
Minuet
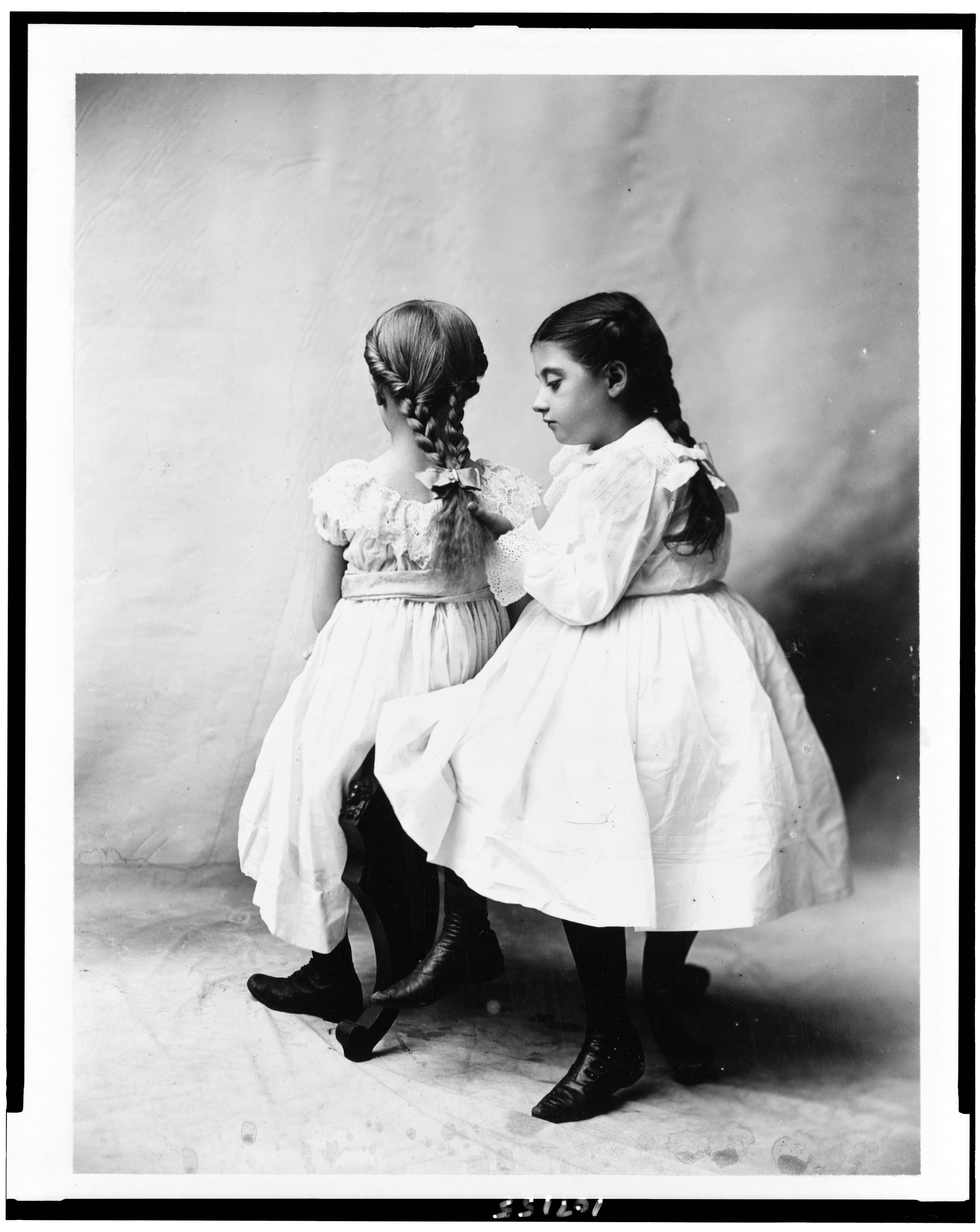
Sestry
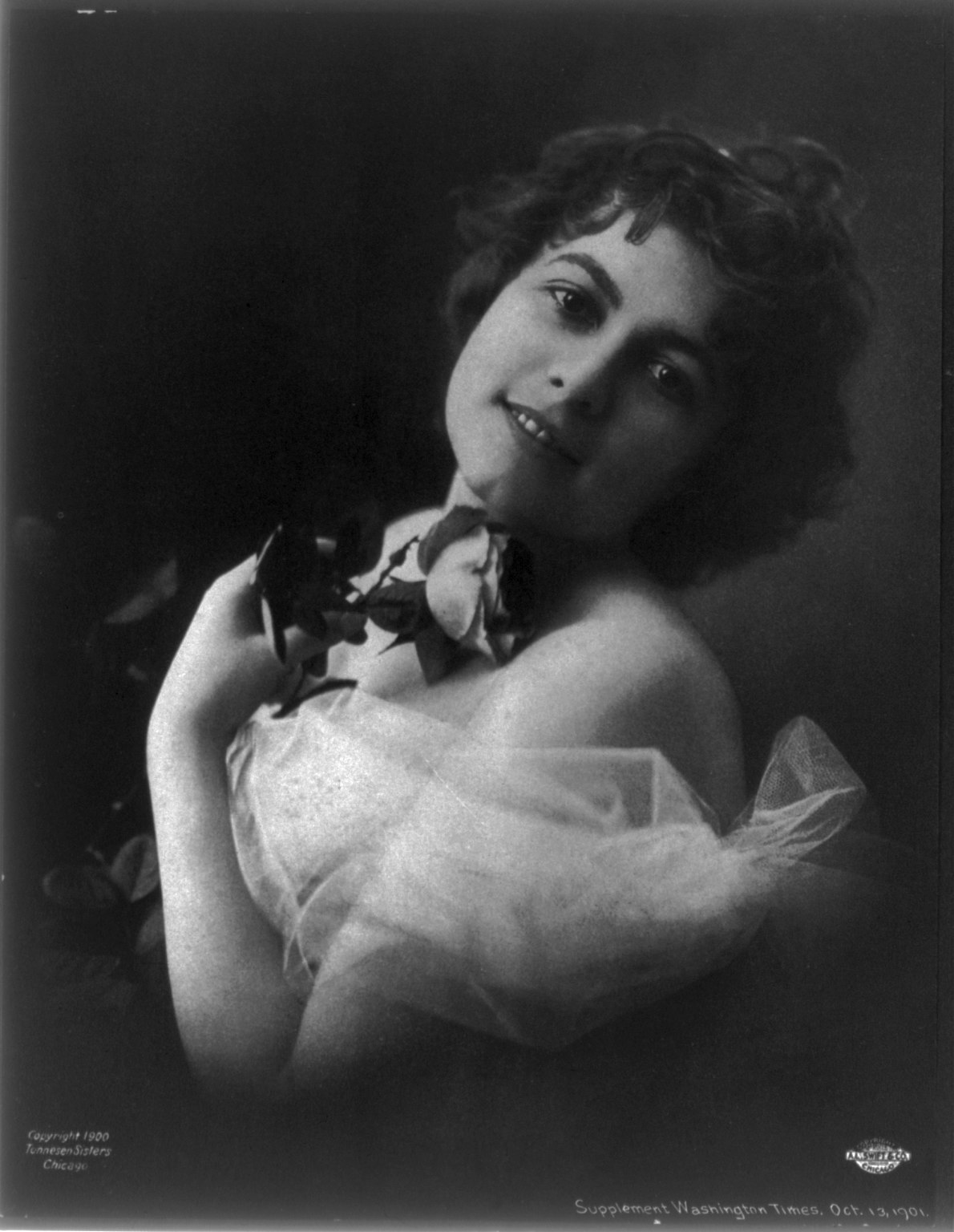
Mladá žena s růží
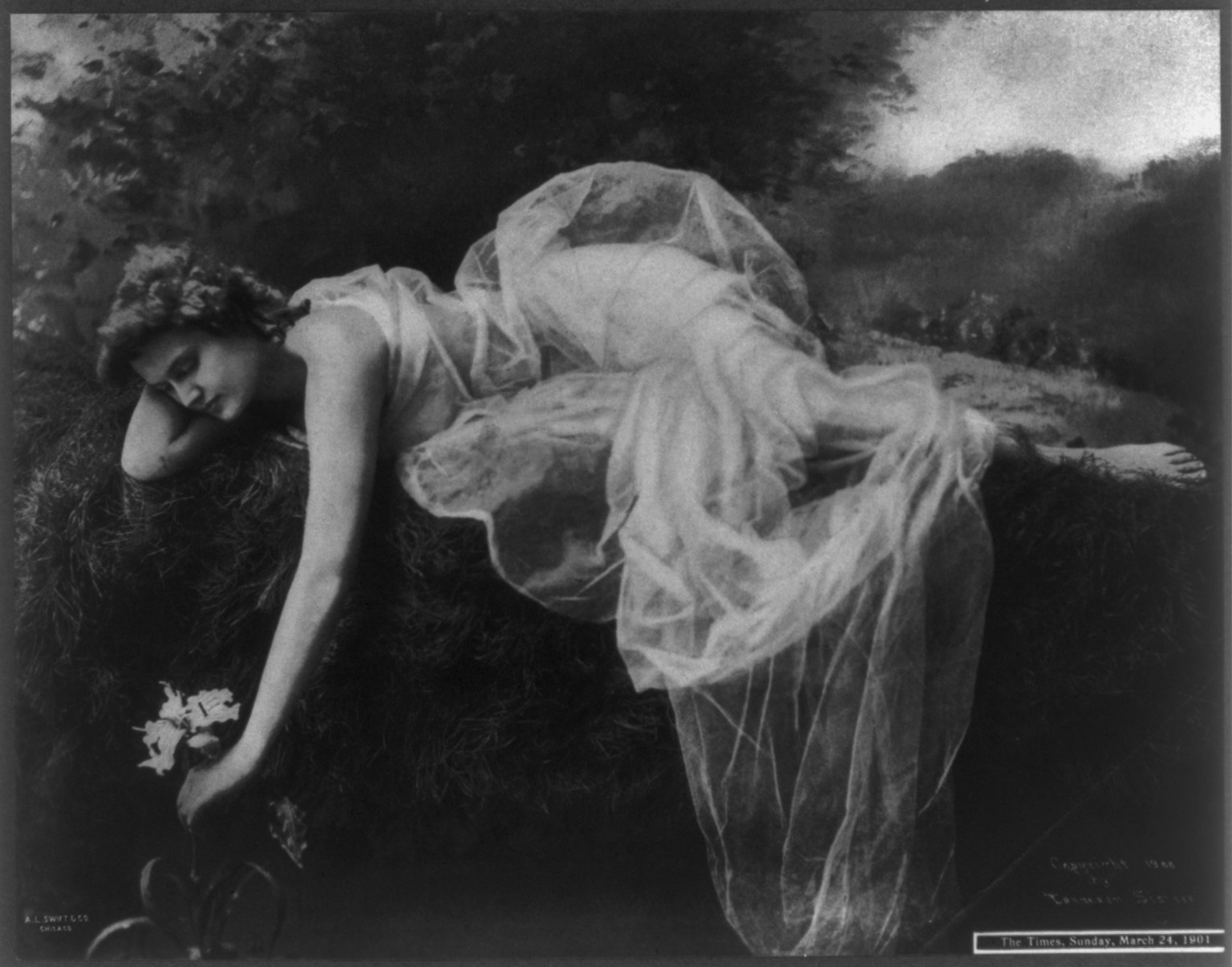
Mladá žena v půvabných šatech, ležící na břehu a dotýká se květiny ve vodě
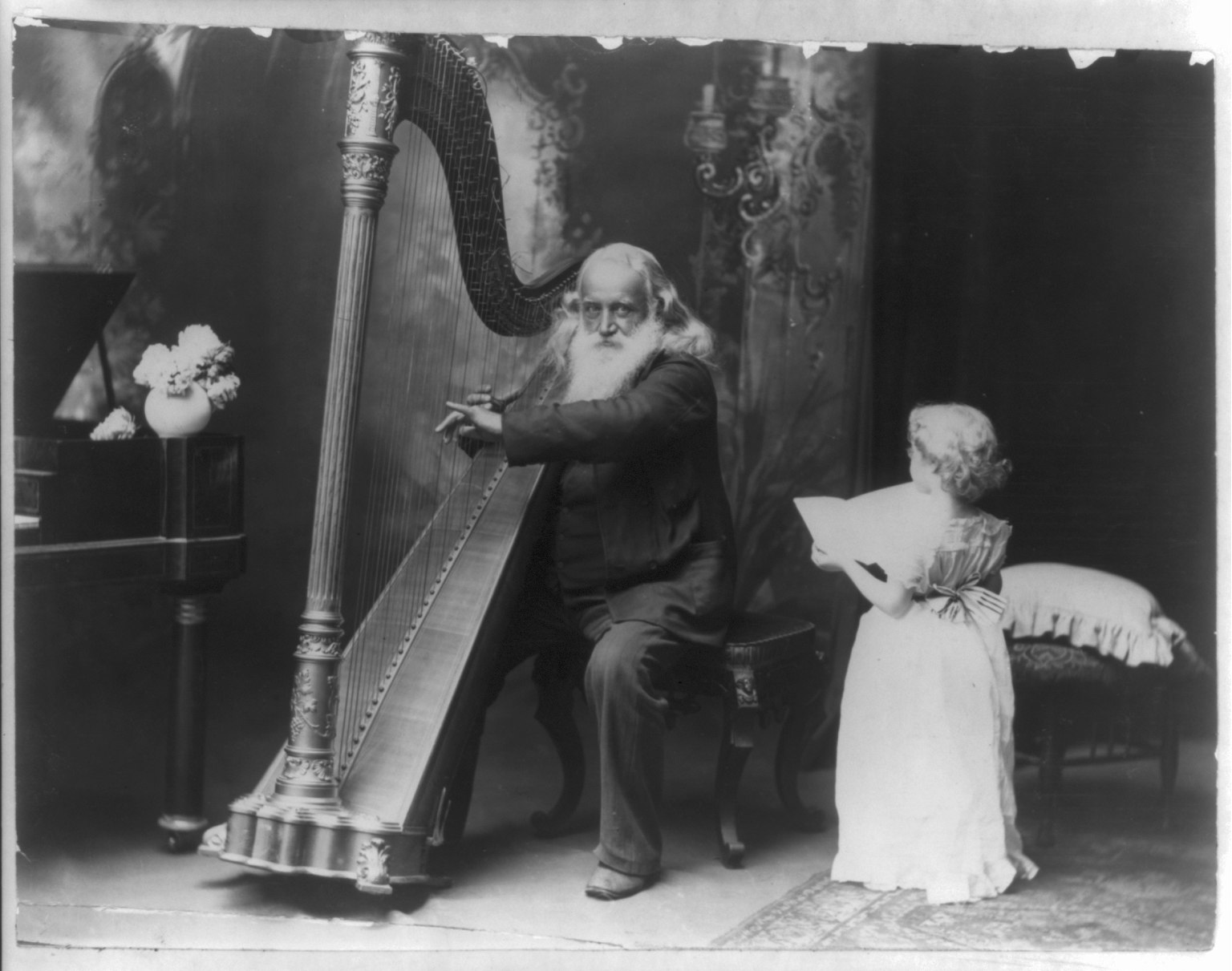
Mladý žák